# Fölene distrikt
Fölene distrikt är ett distrikt i Herrljunga kommun och Västra Götalands län. 
Distriktet ligger nordväst om Herrljunga. 

## Tidigare administrativ tillhörighet
Distriktet inrättades 2016 och utgör en del av det område som Herrljunga köping omfattade till 1971, området som före 1953 utgjorde Fölene socken.
Området motsvarar den omfattning Fölene församling hade vid årsskiftet 1999/2000.